# Hof van Nassau (Diest)

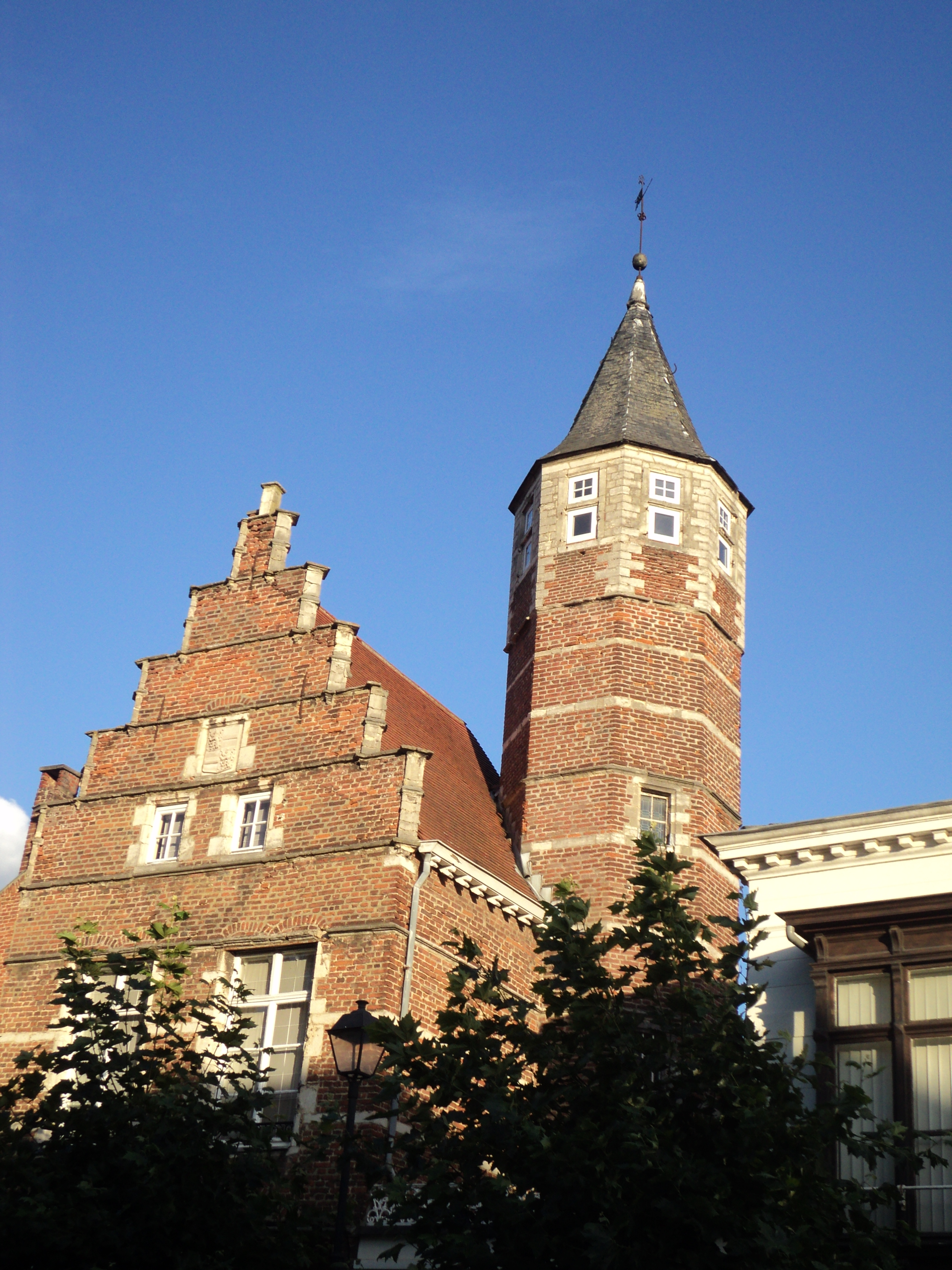
Het Hof van Nassau

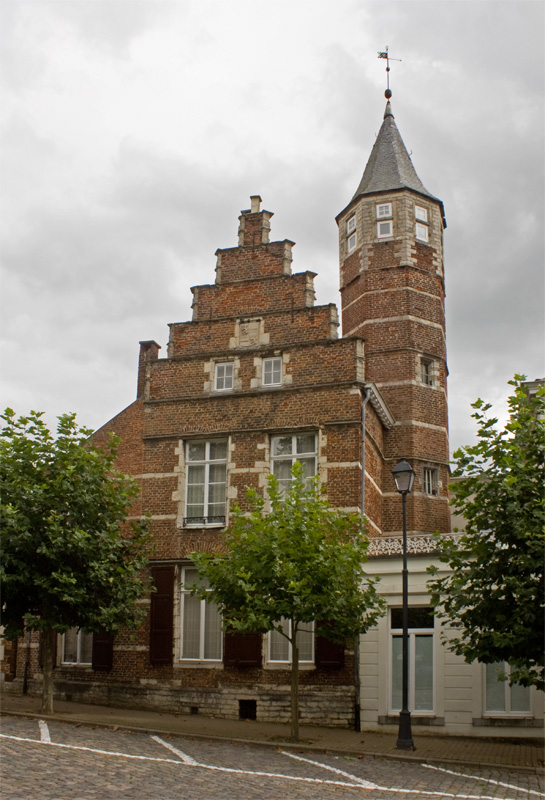
Het Hof van Nassau

Het Hof van Nassau is de 16e-eeuwse residentie van de Prinsen van Oranje in de Belgische stad Diest. Het pand aan het Verstappenplein werd gebouwd door Hendrik III van Nassau-Breda. Het Hof uit 1510 ligt vlak bij de Warande (het huidige Warandepark), die de prinsen als dierentuin hadden ingericht. 
De ruime dwarsbouw van bak- en zandsteen heeft hoge vensters en een gotische trapgevel. Het bovenste venster is bezet met een wapensteen met het schild van de Nassau's. Het gebouw heeft een achthoekig torentje met regelmatige speklagen van zandsteen.  De grote inrijpoort met boogstenen dateert uit 1695, de steekboogdeur met tussendorpel uit de tweede helft werd opgericht in de achttiende eeuw. Het pand is beschermd als monument.